# 阿尔弗雷多瓦斯孔塞洛斯
阿尔弗雷多瓦斯孔塞洛斯是巴西米纳斯吉拉斯州的一个市镇。总面积126.913平方公里，总人口5900人，人口密度46.5人/平方公里。